# Rhus lancea
Rhus lancea  L.f. (sin. Searsia lancea (L.f.) F.A.Barkley), comúnmente conocido como Karee. 

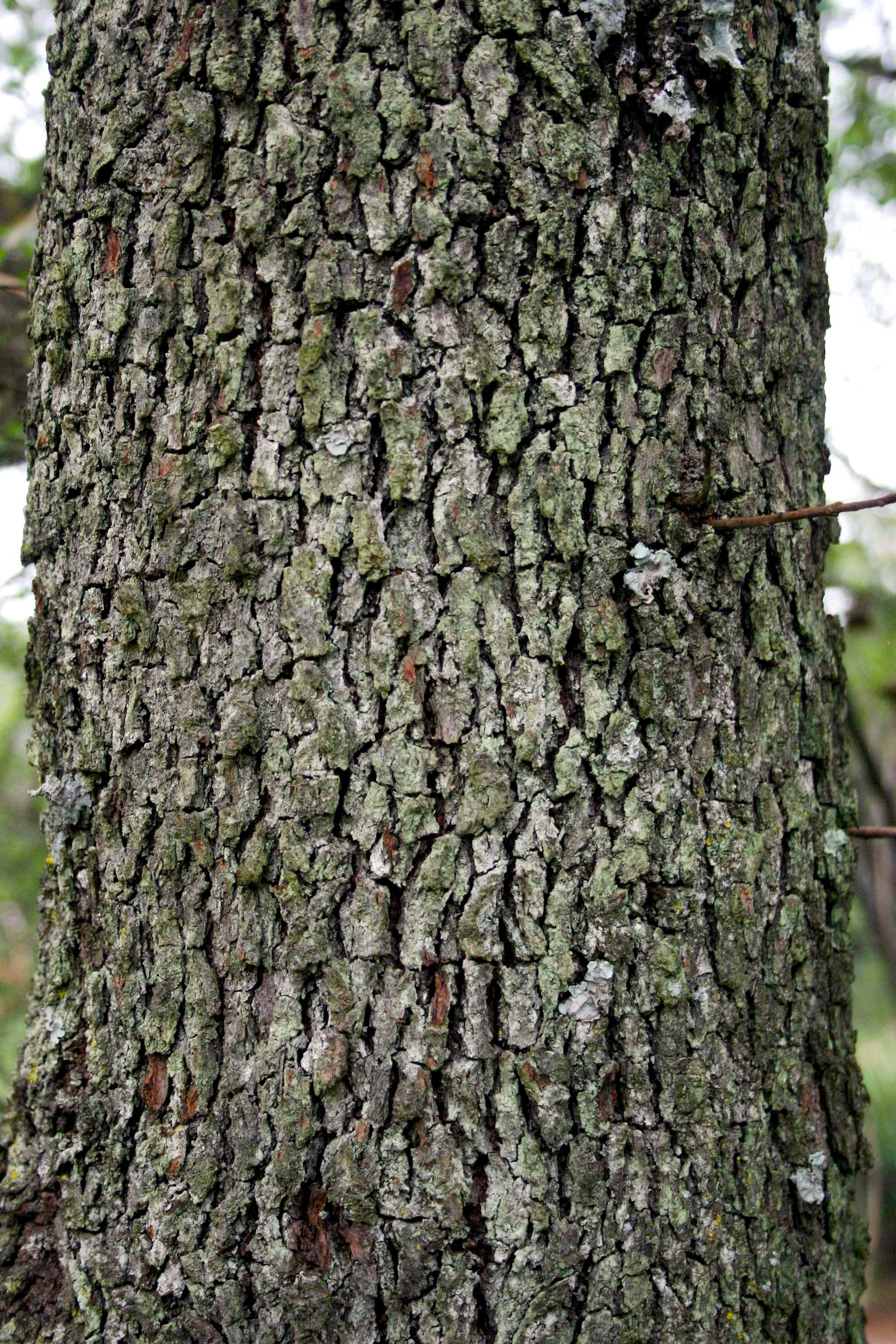
Tronco

## Descripción
Es un árbol siempreverde, resistente a las heladas y tolerante a las sequías, el cual puede alcanzar una altura de 8 metros de altura con una extensión de 5 metros. Tiene una forma llorona elegante, y con una corteza agrietada oscura que contrasta bien con sus hojas trifoliadas verde-oscuras sin vellos, con los márgenes lisos. Produce pequeñas flores amarillas a las que le siguen frutos aplanados amarillo-verdosos, los cuales son saboreados por las aves. 

## Usos
En tiempos anteriores los frutos fueron machacados, se les añadió agua y se les dejó fermentar, produciendo una cerveza evidentemente refrescante. El árbol es un buen árbol de sombra para los jardines, parques y aceras y es uno de los árboles más comunes en el Highveld y el Bushveld en Sudáfrica, pero no se encuentra en el Lowveld. Le favorecen áreas ricas en cal en el Karoo y en Namibia. 

## Taxonomía
Rhus lancea fue descrita por Carlos Linneo el Joven y publicado en Supplementum Plantarum 184. 1781[1782].
Etimología
Rhus: nombre genérico que deriva de la palabra griega para "rojo", una alusión a los llamativos colores de otoño de algunas especies.
lancea: epíteto que se refiere a las hojas en forma de lanza.